# Donji Popovac
Donji Popovac is een plaats in de gemeente Slunj in de Kroatische provincie Karlovac. De plaats telt 26 inwoners (2001).